# Pringle of Scotland
Pringle of Scotland är ett klädesmärke grundat av Robert Pringle vid den engelsk-skotska gränsen i Skottland 1815. 
Det mesta av produktionen äger rum i fabriken i Hawick i Skottland. Pringle har sedan 1870 i huvudsak producerat kashmirkläder. De har butiker på Bond Street och Sloane Street i London, England samt i Japan och Taiwan. Kläderna säljs även av återförsäljare på andra platser i världen, bland annat i Sverige, USA och Italien. En etablering i Kina och Hongkong planeras.